# Neotephritis staminea
Neotephritis staminea es una especie de insecto del género Neotephritis de la familia Tephritidae del orden Diptera.

## Historia
Fue descrita científicamente por primera vez en el año 1900 por Wulp.